# (308933) 2006 SQ372
(308933) 2006 SQ372 és un petit objecte transneptunià descobert a través del Sloan Digital Sky Survey per Andrew Becker, Andrew W. Puckett, i Jeremy Martin Kubica en imatges preses el 27 de setembre de 2006 (amb imatges predescobertes datades el 13 de setembre de 2005).